# Diaphorus brevimanus
Diaphorus brevimanus är en tvåvingeart som beskrevs av Van Duzee 1931. Diaphorus brevimanus ingår i släktet Diaphorus och familjen styltflugor.
Artens utbredningsområde är Panama. Inga underarter finns listade i Catalogue of Life.